# Bäckängen
Bäckängen (finska: Puroniitty) är ett delområde i Ultuna, Helsingfors.